# Hercules Oetaeus

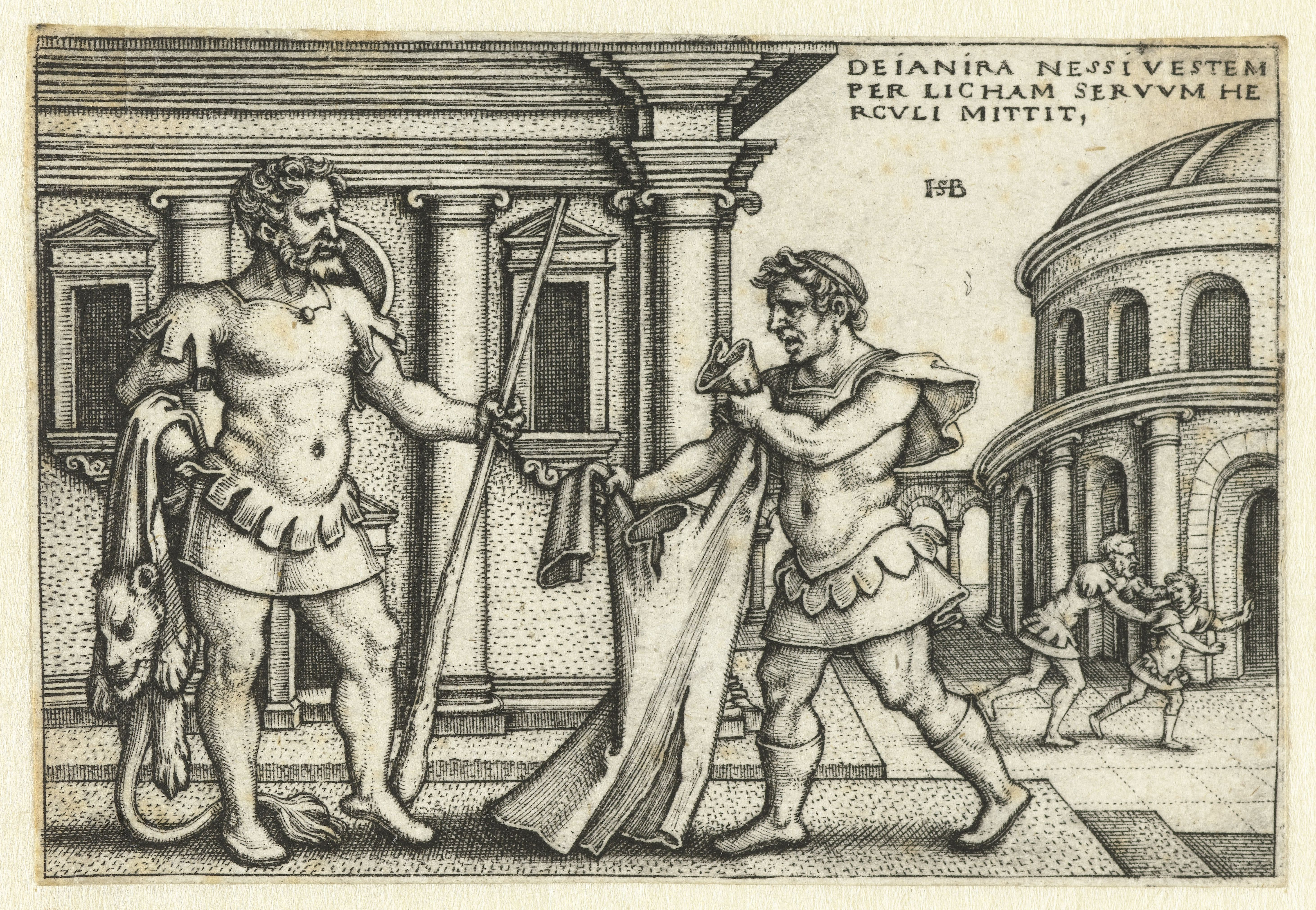
Lichas bringt Hercules das Gewand des Nessus (Hans Sebald Beham, 1542–48)

Hercules Oetaeus (deutsch Hercules auf dem Oeta) ist die mit 1996 Versen längste überlieferte antike Tragödie eines unbekannten Verfassers. Hercules Oetaeus wurde zwar zusammen mit den Tragödien Senecas in der Handschrift E (Codex Laurentianus, plut. 37.13, saec. XI ex) überliefert, aber nach heute überwiegender Meinung nicht von ihm verfasst.

## Übersicht

### Personen – Personae Dramatis
- Hercules, Sohn von Jupiter und Alcmena
- Iole, Tochter von Eurytus, König von Oechalia
- Nutrix (Amme)
- Deianira, Tochter von Oeneus, König von Ätolien, und Frau von Hercules
- Hyllus, Sohn von Hercules und Deianira
- Alcmena, Tochter von Electryon, König von Mykene
- Philoctetes, Prinz von Thessalien, Freund von Hercules
- Lichas (stumm), Diener des Hercules, Bote der Deianira
- Chor der ätolischen Frauen, der Deianira treu ergeben
- Chor der Frauen von Oechalia, die zusammen mit Iole gefangen sind

### Ausgangspunkt

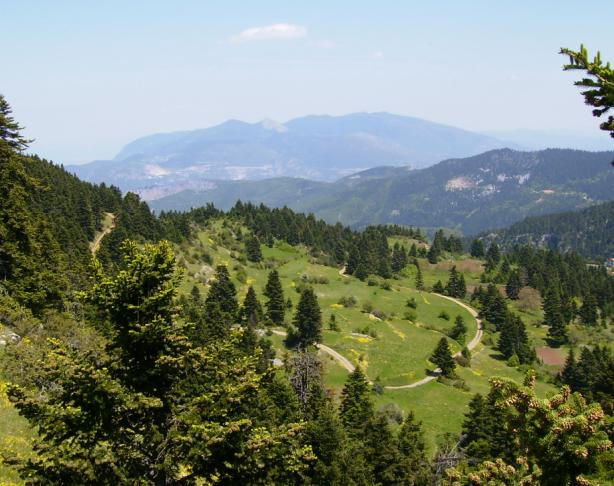
Landschaft am Oeta (Iti-Gebirge)

Hercules war einst mit seiner Braut Deianira auf einer Reise durch Griechenland, als sie den über die Ufer getretenen Fluss Evenus nicht ohne Hilfe überqueren konnten. Hercules vertraute sie daher dem Zentauren Nessus an, der den Fluss kannte. Nessus jedoch versuchte, sie zu entführen, woraufhin Herkules ihn mit seinen vergifteten Pfeilen erschoss. Der sterbende Nessus riet der jungen Braut, etwas von seinem vergifteten Blut aufzubewahren, um es als Liebeselixier zu verwenden, falls Herkules sie jemals verlassen sollte.
Viele Jahre später, nach Vollendung seiner Aufgaben, verliebte sich Hercules in die junge Iole, die Prinzessin der Stadt Oechalia. Als ihr Vater Eurytus sie ihm verweigerte, plünderte Hercules die Stadt, tötete ihren Vater und Bruder und schickte Iole in sein Haus in Trachin am Oeta, wo Deianira wartete.

## Handlung
Die Handlung besteht nach Christine Walde aus 4 Großteilen:

### Teil I (V. 1-232)
- Das Stück beginnt nach Walde[5] im thessalischen Oechalia nach Einnahme der Stadt mit dem an seinen Vater Iupiter gerichteten  Prolog des Hercules (V. 1-98). Herkules führt seine in aller Welt bekannten labores auf und wünscht sich die Anerkennung Iupiters und die Aufnahme in den Himmel. Er habe Iunos Zorn nicht verdient und fordere einen Platz im Himmel, den er schon trug. Lichas solle den neuen Erfolg nach Trachin melden und sein Gefolge wird angewiesen, Opfer am Kap Kenaion (gr. Κέναιον) auf Euböa  für Iupiter vorzubereiten.

- Der Chor der Frauen von Oechalia beklagt die Zerstörung ihrer Stadt und den Zorn des Herkules. (V. 104-172)
- Iole trauert um ihre ermordete Familie[6] und ihr eigenes Los als Gefangene in Trachin (V. 173-224).
- Der Chor fordert Iole auf, ihr Schicksal mit Gleichmut zu tragen. (V. 225-232)

### Teil II (V. 233-1030)
Der Rest der Tragödie spielt in Trachin.
- Deianira ist wütend vor Eifersucht über die Untreue Hercules', nachdem sie Iole gesehen hat. Sie bespricht mit ihrer Amme, wie sie reagieren soll. Sie läßt ein Gewand mit dem vermeintlichen Liebeselixier des Nessus tränken und schickt es Herkules über den Boten Lichas. (V. 233-582)
- Der Chor von Deianiras Begleiterinnen betrauern ihr Los und bekunden ihr in dieser Krise ihre Treue und sehen ihre Gefahr als unvermeidliche Begleiterscheinung ihres hohen Standes.[6] (V. 583-705)
- Deianira erfährt von ihrem Sohn Hyllus, dass Hercules nach Anlegen des geschenkten Hemdes bei lebendigem Leibe verbrenne. Trotz inständiger Bitten der Amme und des Hyllus wählt sie den Freitod.[7] (V. 706-1030)

### Teil III (V. 1031–1517)

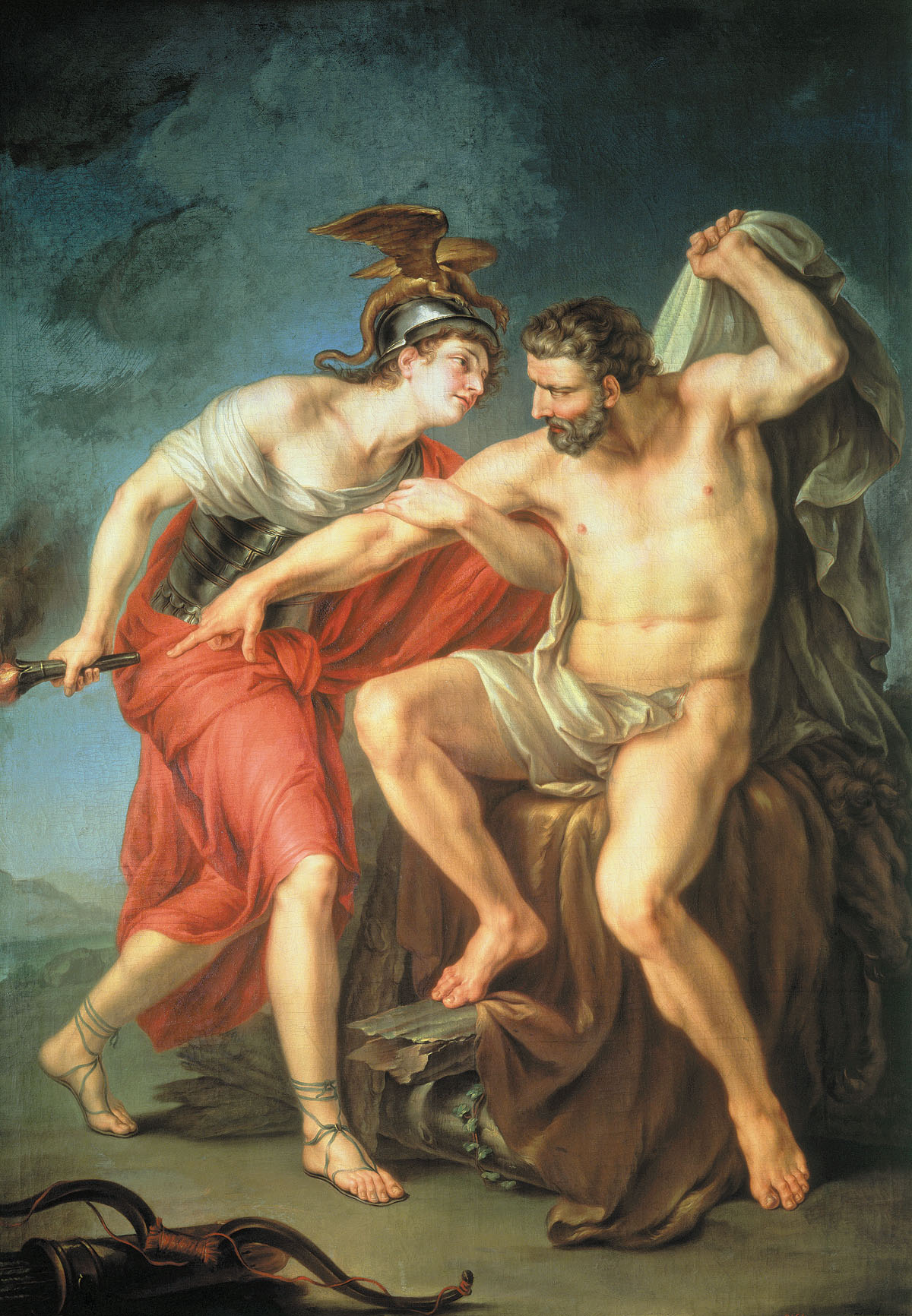
Hercules auf dem Scheiterhaufen mit Philoctetes; Ivan Akimovich Akimov, 1782

- Der Chor gibt wortreich zu bedenken, dass nichts von der Regel des Orpheus ausgenommen sei, dass alles und alle vergänglich seien. (V. 1031-1130)
- Der sterbende Hercules wird nach Hause gebracht. Alcmena und Hyllus werden zu Zeugen seines Tobens (ab V. 1399 ff.). Danach fällt er in ihrem Beisein in einen kurzen unruhigen Schlaf mit einer Traumdarstellung.(V. 1432ff.) „Hercules unternimmt im Traum eine Art Seelenreise…Der Traum, geprägt von ständigen Ortswechseln, ist auditiv und visuell organisiert.  Hercules reist durch den Himmel, wo er offenbar seine Stiefmutter Iuno trifft, die ihn als Schwiegersohn, also als jemanden, der ihrer Familie angehört, bezeichnet. Im Traum erfährt er eine wundersame Versöhnung mit seiner schlimmsten Antagonistin.“[8] (V. 1131-1442) Als er aufwacht, wird er sich enttäuscht der Illusion bewusst, gewinnt aber seine Selbstbeherrschung zurück, ist sich der Prophezeiung seines Endes bewusst und befiehlt, für sich auf dem Oeta einen Scheiterhaufen zu errichten. (V. 1290-1517)

### Teil IV (V. 1518–1996)

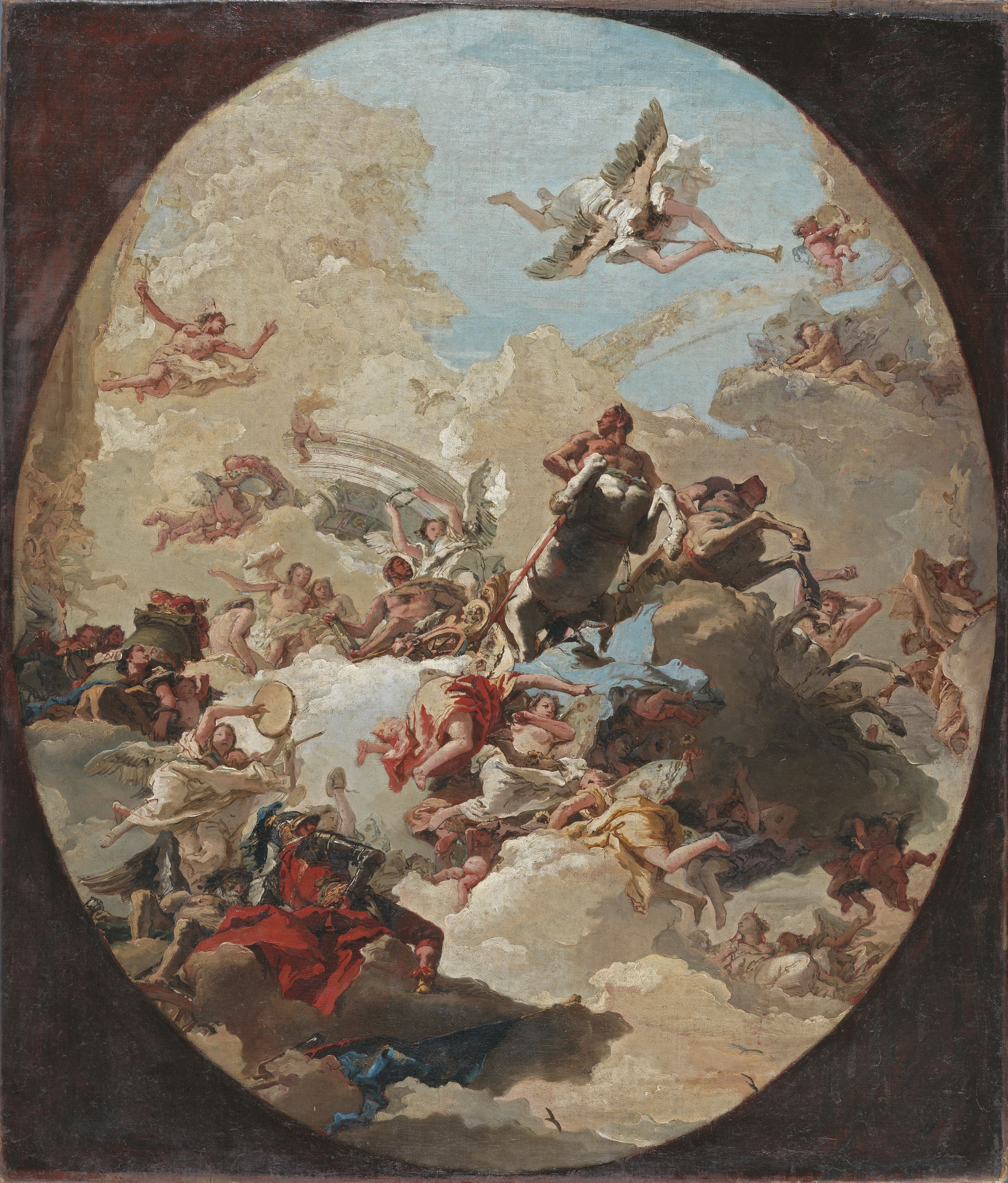
Apotheose des Hercules; Tiepolo

- Der Chor fordert Phoebus auf, überall zu verkünden, dass Hercules zu den ewigen Manen eile. Wann werde ein zweiter Hercules auf Erden nach dem Rechten schauen? Oder werde Hercules seinen Platz im Himmel einnehmen, da Tugend in den Himmel gehöre? Iupiter möge dafür sorgen, dass wieder Retter vom Schlage eines Hercules den Menschen beistehen.[9] (V. 1518-1606)[10]
- Der vom Oeta zurückgekehrte Philoctetes beginnt auf Aufforderung des Chors seinen Botenbericht mit dem eigenhändigen Entzünden des Scheiterhaufens durch den Helden. Im Moment des Todes öffnet Iupiter ihm den Himmel. (V. 1607-1757)
- Seine Mutter Alcmene trauert um ihn, was sein Sohn Hyllus kritisiert. Doch dann erscheint er ihr als Gott. (V. 1758-1982)[9]
- Der Chor beendet das Stück mit einem Loblied auf den Bezwinger von Ungeheuern und Friedebringer der Welt. (V. 1983-1996)[9]

## Literarische Quellen und Vorlagen
Die ersten Verse scheinen der Grundstruktur von Sophokles’ Stück Die Frauen von Trachis. zu widersprechen. Christine Walde hebt hervor, dass im Hercules Oetaeus der Prolog vom Halbgott gesprochen wird und damit dem Geschehen auf der Bühne ein „herculisches Vorzeichen“ gibt. „An diesen einleitenden Monolog des Hercules, also des namengebenden Helden, der im Verlaufe des Dramas seine Metamorphose vom Menschen zum Gott durchmachen wird, schließt das erste Chorlied an…“ Erst jetzt mündet das Stück in die Handlung der sophokleischen Trachinierinnen.
Rainer Jacobi hat sprachlich das Vorbild Ovid ausführlich untersucht und eine Imitationstechnik festgestellt, die sich deutlich von den echten Seneca-Tragödien unterscheidet.
Die Szenen, die Herkules' Selbstverbrennung und Apotheose am Schluss beschreiben, könnten auf Ovids Metamorphosen (ix. 229-272) zurückgehen.

## Aufbau und schriftstellerische Techniken
„Trotz der zahlreichen Außenreferenzen ist das Stück aus einem Guss.
Kohärenz bekommt es durch die Gestalt des Hercules, die harmonische Struktur, die das Publikum quasi an der Hand durch die Handlung führt, und den chronologischen Ablauf des Geschehens, so vage er auch sein mag. Das Drama wird zusammengehalten durch Wiederholungen von einzelnen Worten und Wortfeldern (manus, coniux, fregere, genitor, u.a.)
sowie durch kohärenzstiftende Ideen und Bilder (z.B. Feuer-Metaphorik). Natürlich kann man das als wenig imaginativ abkanzeln, doch bei einer Aufführung für ein breiteres Publikum sind Verstehbarkeit und Verzicht auf inhaltliche Überfrachtung ein unbestreitbarer Pluspunkt. Das Drama,
das einen Durchgang durch den Herakles-Mythos wie die Literaturgeschichte bietet, hat einen repetitiven bildenden Charakter…“

## Autorschaft
Daniel Heinsius bestritt im 17. Jahrhundert Senecas Autorschaft für den Hercules Oetaeus. Die Mehrheit der Philologen stimmt heute darin überein, dass das Drama in der jetzigen Form nicht von Seneca verfasst wurde. Das Werk weist viele kleine stilistische Unterschiede zu Senecas anderen Stücken auf, die „auf einen grundlegend anderen Ansatz beim Verfassen von Theaterstücken hindeuten“. Es ist außerdem etwa doppelt so lang wie Senecas andere Stücke und tatsächlich das längste Drama, das aus der Antike erhalten geblieben ist. Hercules Oetaeus enthält nach Richard Tarrant zahlreiche Passagen aus Senecas anderen Stücken, die aus ihrem Kontext herausgelöst, überarbeitet und in das Stück eingefügt wurden.  Der Schluss des Stücks enthalte ein starkes stoisches Thema, das in Senecas anderen Stücken nicht zu finden sei.
Christine Walde charakterisiert den anonymen Autor so: „Der Anonymus des Hercules Oetaeus ist ein gebildeter Dramatiker, dessen Produkt sich an ein ausdifferenziertes Event-Publikum richtet, aber nicht primär die gebildeten ZuschauerInnen privilegiert. Das heißt, dass in diesem Gebrauchstext in erster Hinsicht auf Effekt und Verständlichkeit gespielt wird, weshalb auf eine allzu komplexe, verwirrende Intertextualität verzichtet wurde.“

## Datierung
Das Oxforder Archive of Performances of Greek & Roman Drama (APGRD) geht dabei von einem Zeitraum von 50 Jahren nach Senecas Tod aus.
Christine Walde erwägt, dass der Sprachgebrauch einen Zeitraum nach den Seneca-Tragödien und nach Lucans Bellum Civile nahelegt, und hält das letzte Drittel des ersten Jahrhunderts für wahrscheinlich.

## Aufführungen
Das APGRD zählt in seiner Datenbank über 30 Produktionen des Hercules Oetaeus seit der frühen Neuzeit. Auch wenn es keine genauen Belege gibt, hält es das APGRD für möglich, dass es zwischen 65 und 115 n. Chr. Aufführungen gegeben habe. Auch Christine Walde geht auf der Grundlage ihrer umfangreichen Studien davon aus, dass es trotz der Länge schon in der Antike Aufführungen des Stücks gab. Bernhard Zimmermann sich anschließend, kommt sie auf 290 min, etwa so lang wie eine Wagner-Oper, aber weniger als Goethes Faust II. „Insofern erscheint die Länge des Hercules Oetaeus hinsichtlich einer Aufführung per se nicht problematisch. Die vierteilige Struktur und die strategisch platzierten musikalischen Einlagen mit sogar mehreren Chören sind m.E. Indizien, dass das Stück episodisch mit Pausen gespielt wurde bzw. werden könnte.“

## Ausgaben (Auswahl)
- Otto Zwierlein (ed.): Seneca Tragoedia. Clarendon Press: Oxford Classical Texts, Oxford 1986.
- John G. Fitch: Seneca Tragedies, Volume II: Oedipus. Agamemnon. Thyestes. Hercules on Oeta. Octavia. Harvard University Press: Loeb Classical Library, Cambridge, MA, 2004.